# Libuše Moníková
Libuše Moníková (30. srpna 1945, Praha – 12. ledna 1998, Berlín) byla česká, německy píšící, spisovatelka. Její dílo bylo ověnčeno řadou literárních i státních cen.

## Život

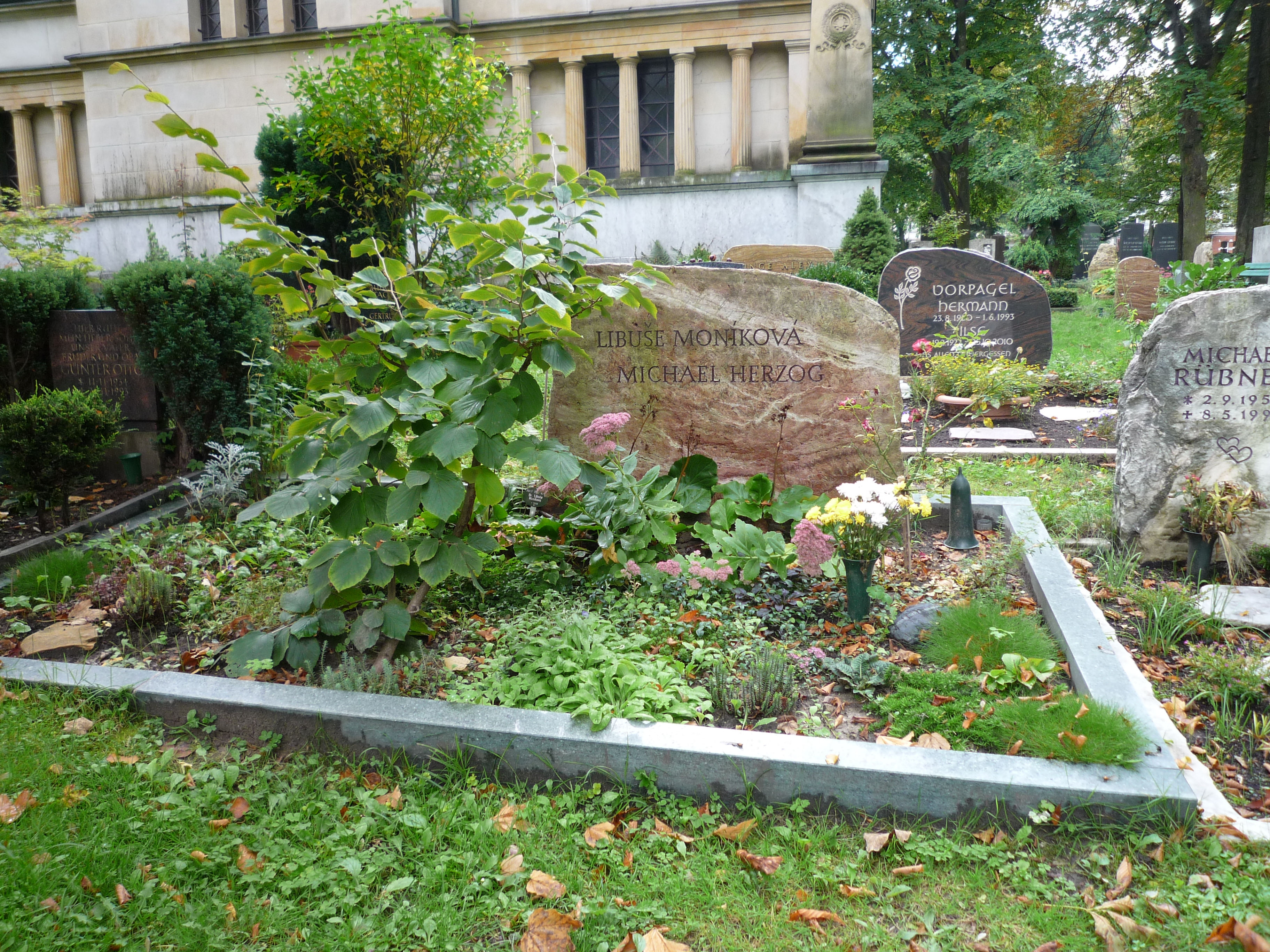
Hrob L. Moníkové v Berlíně (Alter St.-Matthäus-Kirchhof Berlin)

Již ve svém dětství a mládí, které prožila v pražské čtvrti Dejvice měla vztah ke kultuře, zejména pak k filmu. Přestože chtěla být filmovou režisérkou, pod vlivem své středoškolské učitelky němčiny začala od roku 1963 studovat filosofickou fakultu Univerzity Karlovy, obor germanistika a anglistika. Díky své diplomové práci na téma Brechtovo zpracování Shakespearova Koriolana získala v roce 1968 roční stipendium na univerzitě v Göttingenu. Tento rok byl pro Libuši Moníkovou zlomový – umírá jí matka a Československo se stává obětí invaze armád Varšavského paktu. V Západním Německu se seznamuje se svým budoucím manželem, za kterým v roce 1971 natrvalo do SRN odchází.
Zde pak pracovala jako vysokoškolská učitelka na vysoké škole v Kasselu a později na Univerzitě v Brémách. Od roku 1981 již žila jako spisovatelka na volné noze.
Od roku 1991 do roku 1996 byla členkou PEN klubu SRN, odkud pak vystoupila na protest proti spojení s východoněmeckým PEN-klubem.

## Dílo

### Autorský styl
Už od svých vypravěčských počátků směřovaly texty Libuše Moníkové k moderní románové próze, jejími literárními vzory byli Franz Kafka, Jorge Luis Borges a Arno Schmidt. Jejími díly se prolínají prvky mytologie a českých dějin – v textech Pavana za zemřelou infantku, Fasáda, Zjasněná noc rozvíjí motivy královny amazonek, kněžny Libuše a české dívčí války. V knize Fasáda se spisovatelka také dotýká tématu pražského jara – román se odehrává v době normalizace v Československu na litomyšlském zámku.
„Příběhy Libuše Moníkové z českých dějin zapisují stejně jako všechna vyprávění individuální lidský časový prožitek do času univerzálního. Úkolem vyprávění je stanovit nezaměnitelnost a jedinečnost doby tím, že dá historickému bytí nový tvar a posune je na úroveň historického povědomí. Moníková je autorka bohatých výrazových možností, rozvíjí hru s časem mezi aktem ztvárnění a narativním časem, mezi aktem historické výpovědi a historickým příběhem, mezi vyprávěním a událostmi, mezi vyprávěným a komentovaným světem. Zobrazuje české dějiny v evropském měřítku.“ 
(citace Sibylle Cramerová)

### Nevýznamnější ocenění
- cena Alfred-Döblin-Preis 1987
- literární cena Franze Kafky Franz-Kafka-Literaturpreis 1989
- cena Adelbert-von-Chamisso-Preis 1991
- Berliner Literaturpreis 1992
- Vilenica-Literaturpreis 1993
- v roce 1997 český prezident Václav Havel Libuši Moníkové předal medaili Za zásluhy II. stupně

### Vnímání díla Libuše Moníkové v Čechách
„Dílo této německy píšící spisovatelky českého původu vyvolávalo v době svého vzniku rozpačité mlčení nebo dokonce rigorózní odpor: řada českých germanistů zastávala názor, že Moníková psala pro německé čtenáře a pro české publikum není její výčet reálií zajímavý.
Opožděné přijetí Moníkové v jejím domácím prostředí lze možná vysvětlit třemi faktory: nedostupností českých překladů, zvláštním postavením Moníkové mezi exilovými autory po roce 1968 a jejím chápáním sebe samé jako německé autorky.“ (citace Renata Cornejo)
Zpětně je však Moníková některými literárními kritiky pro svůj román Die Fassade řazena i mezi pokračovatele Franze Kafky a to spolu s významnými, ryze českými spisovateli: Ludvíkem Vaculíkem, Bohumilem Hrabalem, Karlem Peckou, Janem Kameníčkem a další tvůrci.

## Spisy
- Eine Schädigung – Újma, Berlín 1981
- Pavane für eine verstorbene Infantin – Pavana za zemřelou infantku , Berlín 1983
- Die Fassade – Fasáda, Mnichov 1987
- Tetom und Tuba Tetom a Tuba , Frankfurt am Main 1987
- Schloß, Aleph, Wunschtorte – Eseje o Kafkovi , Mnichov 1990
- Unter Menschenfressern, Frankfurt am Main 1990
- Treibeis – Ledová tříšť , Mnichov 1992
- Prager Fenster – Pražské okno, Mnichov 1994
- Verklärte Nacht – Zjasněná noc , Mnichov 1996
- Der Taumel Závrať , Mnichov 2000

### Česká vydání
- Zjasněná noc, překlad Jana Zoubková, Praha, Argo, 2009, ISBN 978-80-257-0099-0
- Pavana za mrtvou infantku, překlad Radovan Charvát, Praha, Argo, 2005, ISBN 80-7203-716-1
- Fasáda – M.N.O.P.Q., Sixty-Eight Publishers 1991,
  - nový překlad Jana Zoubková, vydalo Argo, 2004, ISBN 80-7203-606-8
- Ledová tříšť, přeložila Renáta Tomanová, Hynek, 2001
- Eseje o Kafkovi výběr z esejů, přeložil Petr Dvořáček, Nakladatelství Franze Kafky, 2000